# 스톤-체흐 콤팩트화
일반위상수학에서 스톤-체흐 콤팩트화(Stone-Čech compact化, 영어: Stone–Čech compactification)는 어떤 위상 공간에 대하여 대응되는 표준적인 콤팩트 하우스도르프 공간이다. 공역이 콤팩트 하우스도르프 공간인 모든 연속 함수는 그 정의역의 스톤-체흐 콤팩트화로 표준적으로 확장시킬 수 있다.

## 정의
위상 공간의 범주 {\displaystyle \operatorname {Top} }와 콤팩트 하우스도르프 공간의 범주 {\displaystyle \operatorname {CompHaus} }가 주어졌다고 하자. 후자는 전자의 부분 범주이며, 따라서 망각 함자
{\displaystyle U\colon \operatorname {CompHaus} \to \operatorname {Top} }
가 존재한다. 이 망각 함자는 왼쪽 수반 함자를 갖는다.
{\displaystyle \beta \colon \operatorname {Top} \to \operatorname {CompHaus} }
{\displaystyle \beta \dashv U}
이 경우, {\displaystyle \beta }를 스톤-체흐 콤팩트화라고 한다. 이에 따라, {\displaystyle \operatorname {CompHaus} }는 {\displaystyle \operatorname {Top} }의 반사 부분 범주를 이룬다.

### 구성
위상 공간 {\displaystyle X}가 주어졌다고 하자. 그 스톤-체흐 콤팩트화는 구체적으로 다음과 같이 구성할 수 있다.
{\displaystyle {\mathcal {C}}(X,[0,1])}이 연속 함수 {\displaystyle X\to [0,1]}들의 집합이라고 하자. 그렇다면 {\displaystyle [0,1]^{{\mathcal {C}}(X,[0,1])}}에 곱위상을 주자. 이 경우, 다음과 같은 자연스러운 함수가 존재하며, 이는 연속 함수를 이룬다. (만약 {\displaystyle X}가 티호노프 공간이라면 이는 추가로 단사 함수이다.)
{\displaystyle \phi \colon X\to [0,1]^{{\mathcal {C}}(X,[0,1])}}
{\displaystyle \phi \colon x\mapsto (f(x))_{f\in {\mathcal {C}}(X,[0,1])}}
{\displaystyle [0,1]^{{\mathcal {C}}(X,[0,1])}}는 콤팩트 공간들의 곱공간이므로, 티호노프 정리에 따라서 콤팩트 공간이다. 그렇다면,
{\displaystyle \phi (X)\subseteq [0,1]^{{\mathcal {C}}(X,[0,1])}}
의 폐포는 (부분 공간 위상을 부여하면) {\displaystyle X}의 스톤-체흐 콤팩트화와 동형이다.
{\displaystyle \beta X\cong \operatorname {cl} _{[0,1]^{{\mathcal {C}}(X,[0,1])}}\phi (X)}

## 성질
수반 함자의 단위원 {\displaystyle \eta \colon \operatorname {id} _{\operatorname {Top} }\Rightarrow U\circ \beta }로부터, 임의의 위상 공간 {\displaystyle X}에 대하여, 표준적인 연속 함수
{\displaystyle \eta _{X}\colon X\to \beta X}
가 존재한다. 이는 일반적으로 단사 함수가 아니다. 만약 {\displaystyle X}가 티호노프 공간이라면, 이는 단사 함수이며, 이는 {\displaystyle X}와 그 상 {\displaystyle \eta _{X}(X)} 사이의 위상동형을 정의하며, {\displaystyle \eta _{X}(X)}는 {\displaystyle \beta X}의 조밀 집합을 이룬다. 만약 {\displaystyle X}가 콤팩트 하우스도르프 공간이라면 {\displaystyle \beta X}는 {\displaystyle X}와 위상동형이다.
일반적인 공간의 스톤-체흐 콤팩트화의 존재를 증명하려면 선택 공리가 필요하다. 일반적으로, 스톤-체흐 콤팩트화의 성질은 사용하는 집합론의 공리(연속체 가설 등)에 따라서 크게 달라진다.
집합을 그 이산 공간에 대응시키는 함자
{\displaystyle D\colon \operatorname {Set} \to \operatorname {Top} }
및 망각 함자
{\displaystyle |\cdot |\colon \operatorname {Top} \to \operatorname {Set} }
가 주어졌다면, {\displaystyle |\cdot |\circ U\circ \beta \circ D}는 집합의 범주 위의 모나드를 이루며, 이 모나드 위의 대수는 콤팩트 하우스도르프 공간이다. 이 함자는 집합 {\displaystyle S}의 멱집합 {\displaystyle {\mathcal {P}}(S)}에 대응하는 스톤 공간과 같다.

## 예
(순서 위상을 갖춘) 최소의 비가산 순서수 {\displaystyle \omega _{1}}의 스톤-체흐 콤팩트화는 {\displaystyle \omega _{1}+1}이다.

### 이산 공간
이산 공간 {\displaystyle X}의 스톤-체흐 콤팩트화 {\displaystyle \beta X}의 크기·무게·작은 귀납적 차원은 다음과 같다.
{\displaystyle |\beta X|=2^{2^{|X|}}}
{\displaystyle \operatorname {wt} (\beta X)=2^{|X|}}
{\displaystyle \operatorname {ind} (\beta X)=0}
특히, {\displaystyle \beta X}는 완전 분리 공간이다.
자연수의 이산 공간 {\displaystyle \mathbb {N} }의 스톤-체흐 콤팩트화 {\displaystyle \beta \mathbb {N} }은 추가적으로 다음 성질들을 만족시킨다.
- 임의의 무한 닫힌집합 {\displaystyle F\subset \beta \mathbb {N} }은 {\displaystyle \beta \mathbb {N} }과 위상 동형인 부분 집합을 갖는다.[1]:175, Theorem 3.6.14
- 모든 수렴 점렬은 최종적으로 상수 점렬이다. 따라서, {\displaystyle \beta \mathbb {N} }의 점렬 집합은 이산 집합밖에 없다.

## 역사
마셜 하비 스톤과 에두아르트 체흐 가 1937년에 독자적으로 도입하였다.

## 같이 보기
- 알렉산드로프 콤팩트화